# Hepatitis A
Die Hepatitis A ist eine durch das Hepatitis-A-Virus verursachte Infektionskrankheit. Hauptsymptom ist eine akute Entzündung der Leber (Hepatitis). Die Hepatitis A verläuft niemals chronisch und heilt meist ohne Komplikationen spontan aus. Sie wird durch verunreinigtes Trinkwasser, kontaminierte Lebensmittel (zum Beispiel Muscheln) oder als Schmierinfektion übertragen und tritt in gemäßigten Breiten meist als importierte Erkrankung nach einem Aufenthalt in Risikogebieten auf. Eine Impfung bietet einen sicheren Schutz gegen die Hepatitis A.

## Erreger
Das Hepatitis-A-Virus (HAV, wissenschaftlich Hepatovirus A, HVA) gehört zur Familie der Picornaviridae, Genus Hepatovirus. Es weist ein ikosaedrisches Nukleokapsid mit 27 nm Durchmesser ohne Hüllmembran auf, in dem sich eingelagert ein einzelsträngiges RNA-Genom in Positivstrangorientierung befindet. Das Genom weist eine Gesamtlänge von 7,5 kb auf. Das Genom ist aufgrund der Positivstrangorientierung per se infektiös, das heißt unter gegebenen Umständen kann alleine die gereinigte Nukleinsäure eine Infektion bewirken. Das 3'-Ende des Genoms ist polyadenyliert und besitzt eine nicht translatierte Region (NTR). Das 5'-Ende besitzt eine weitere NTR mit komplexer Sekundärstruktur, die Internal ribosomal entry site (IRES), welche die cap-unabhängige Initiation der Translation vermittelt und zusätzlich ein kovalent gebundenes, viruscodiertes Protein, das VPg (englisch Virus protein genome-associated).
Das Genom wird von einem einzigen offenen Leserahmen (englisch Open Reading Frame, ORF) gebildet, das entsprechend für ein einziges Vorläuferprotein von 251 kDa Größe und circa 2225 Aminosäuren codiert. Dieses Polyprotein ist experimentell nicht fassbar, da es noch während der eigentlichen Synthese proteolytisch durch die virale Protease 3C in einzelne Struktur- und Nichtstrukturproteine gespalten wird. Die Strukturproteine VP1, VP2, VP3 und VP4, welche aus dem Polypeptid P1 hervorgehen, stellen die Grundlage des viralen Capsides dar. Diese bestehen aus je 60 Einheiten der besagten Proteine, wobei lediglich VP1 bis VP3 an der Oberfläche anzutreffen sind. VP4 hingegen ist im Falle von HAV nicht fassbar. Aus den Polypeptiden P2 und P3 gehen die Nichtstrukturproteine hervor. Zu ihnen gehören zum Beispiel das Protein 2A, welches beim Virusassembly (Zusammenbau der Virusteilchen) eine Rolle spielt, sowie die Protease 3C und die Polymerase 3D.
Dieses Virus ist in Ländern mit hohen hygienischen Standards selten anzutreffen. Das Virus ist sehr resistent gegen hohe Temperaturen, Säuren und Laugen (beispielsweise Seifen und andere Reinigungsmittel).

## Verbreitung

Hepatitis A – Verbreitung auf der Welt (Stand 2005)
Hoch: Prävalenz höher als 8 %
Mittel: zwischen 2 % und 7 %
Niedrig: weniger als 2 %

Das HAV kommt in Südostasien, Russland, im vorderen Orient, Mittelmeerraum, Afrika, Mittel- und Südamerika vor und wird häufig von Reisen aus diesen Ländern mitgebracht. Gelegentlich kommt es dadurch zu lokalen Ausbrüchen auch in Hepatitis-A-freien Regionen. Die beim RKI für Deutschland gemeldeten Fallzahlen haben sich seit dem Jahr 2000 folgendermaßen entwickelt (1994 zum Vergleich):
| Jahr | gemeldete Fallzahlen |
| ---- | -------------------- |
| 1994 | 5484                 |
| 2000 | 2780                 |
| 2001 | 2274                 |
| 2002 | 1479                 |
| 2003 | 1368                 |
| 2004 | 1916                 |
| 2005 | 1217                 |
| 2006 | 1229                 |
| 2007 | 939                  |
| 2008 | 1073                 |
| 2009 | 926                  |
| 2010 | 788                  |
| 2011 | 831                  |
| 2012 | 832                  |
| 2013 | 779                  |
| 2014 | 682                  |
| 2015 | 830                  |
| 2016 | 737                  |
| 2017 | 1217                 |
| 2018 | 1044                 |
| 2019 | 874                  |
| 2020 | 551                  |
| 2021 | 564                  |
| 2022 | 696                  |
| 2023 | 859                  |
| 2024 | 991                  |

## Übertragung
Die Übertragung der Hepatitis-A-Viren erfolgt fäkal-oral (beispielsweise Kot/Urin – Hand – Mund) durch eine Schmierinfektion. Ein hohes Übertragungsrisiko besteht bei entsprechenden Sexualkontakten.
In Ländern mit hohem Hygienestandard erfolgt eine Übertragung vor allem durch Kleinkinder, deren Infektion meist symptomlos verläuft. Das bedeutet, dass sowohl durch engen Personenkontakt als auch durch verunreinigtes Trinkwasser, Säfte oder ungenügend gegarte Nahrungsmittel die Viren übertragen werden können. Ein erhöhtes Risiko stellen fäkaliengedüngtes Gemüse (z. B. Salate) oder auch Meeresfrüchte (z. B. Muscheln) dar. In einigen Muschelarten kann das HAV mehrere Monate persistieren.
Die Inkubationszeit, also die Zeit zwischen Ansteckung und Ausbruch der Erkrankung, beträgt im Durchschnitt zwischen 28 und 30 Tagen, mit einer Spanne von 15 – 50 Tagen.

## Diagnose
Die Diagnose wird klinisch gestellt, der laborchemische Nachweis erfolgt durch die Bestimmung des Anti-HAV-IgM im Serum bei positivem HAV-Gesamt-Immunglubulin oder IgG. Bei Geimpften und Menschen nach durchgemachter Infektion deutet ein Anti-HAV-IgG mit dem Schwellenwert von > 10 – 20 mIU/ml auf eine Immunität hin. Unüblich ist der direkte Erregernachweis von HAV-Antigen oder Virus-RNA mittels RT-PCR im Stuhl. Die Sequenzierung des Genoms kann bei der Ausbruchsermittlung der kausalen Ursachenzuordnung eines Hepatitis-A-Clusters dienen. Im Blutserum sind Antigen oder RNA nur für wenige Stunden nachweisbar.

## Symptome und Klinischer Verlauf
Die Hepatitis A kann akut über mehrere Wochen bis Monate verlaufen. Verglichen mit anderen Hepatitiden ist diese Erkrankung aber relativ milde. Besonders bei Kindern verläuft sie in der Regel harmlos, oft ganz asymptomatisch. Sie wird niemals chronisch und führt deshalb auch nicht zu einer dauerhaften Schädigung der Leber.
Zu Beginn der Erkrankung können uneindeutige Beschwerden des Verdauungstraktes, allgemeines Krankheitsgefühl und Fieber auftreten. Dieses Krankheitsbild geht dann in eine Phase der Leberentzündung mit Gelbfärbung der Haut und Skleren, Entfärbung des Stuhls und Dunkelfärbung des Urins über. Oft kommt es begleitend zu einem schweren Juckreiz. Durch Vergrößerung der Leber und gegebenenfalls noch der Milz kann es zu Schmerzen im Oberbauch kommen. Gelegentlich tritt auch ein Hautausschlag auf, welcher dem von Scharlach ähnelt.
Eine Hepatitis-A-Infektion kann aber auch subklinisch ohne klinische Zeichen einer Leberentzündung ablaufen. Insbesondere Kinder zeigen häufig einen solchen Verlauf. Bei 3 bis 20 % der symptomatisch erkrankten Patienten tritt ein zweigipfliger Verlauf auf, bei denen die Leberentzündung nach Besserung einen erneuten Rückfall erleidet.
Die Zeit der höchsten Infektiosität ist zweigipflig, der erste Gipfel liegt etwa ein bis zwei Wochen vor dem Ausbruch, der zweite Gipfel liegt in den Tagen direkt nach dem Beginn der Symptome einer Leberentzündung. Die Patienten sind jedoch bis eine Woche nach Ausbruch der ikterischen Symptome regelhaft infektiös. Säuglinge, Kleinkinder und Personen mit einem geschwächten Immunsystem können das HA-Virus mehrere Wochen ausscheiden.
Obwohl die meisten Erkrankten sich wieder gut erholen, muss doch jeder Zehnte im Krankenhaus behandelt werden. Die Ausheilung geschieht in der Regel in vier bis acht Wochen (selten bis zu 18 Monaten).
Eine HAV-Infektion kann bei Patienten mit vorgeschädigter Leber oder mit einer chronischen HBV- oder HCV-Infektion zu einer kritischen Einschränkung der Leberfunktion führen.
Es sind mehrere, jedoch sehr seltene Fälle weltweit beschrieben, bei denen es bei einer HAV-Infektion zu einem akuten Zerfall von Stammzellen im Knochenmark (Agranulozytose) mit tödlichem Ausgang kam. Es werden hierbei immunologische Effekte des HAV diskutiert. Bei fast jeder HAV-Infektion ist ein geringer und vorübergehender Abfall der peripheren Immunzellen festzustellen.

## Therapie
Eine ursächliche Behandlung der Virusinfektion ist nicht bekannt. Infolgedessen besteht die Behandlung in der Linderung von Erbrechen- und grippeähnlichen Symptomen, wobei leberschädigende Medikamente vermieden werden sollen. Neben der Empfehlung eines strikten Verzichts auf Alkohol sind keine speziellen Ernährungsmaßnahmen erforderlich.

## Impfung und Vorbeugung

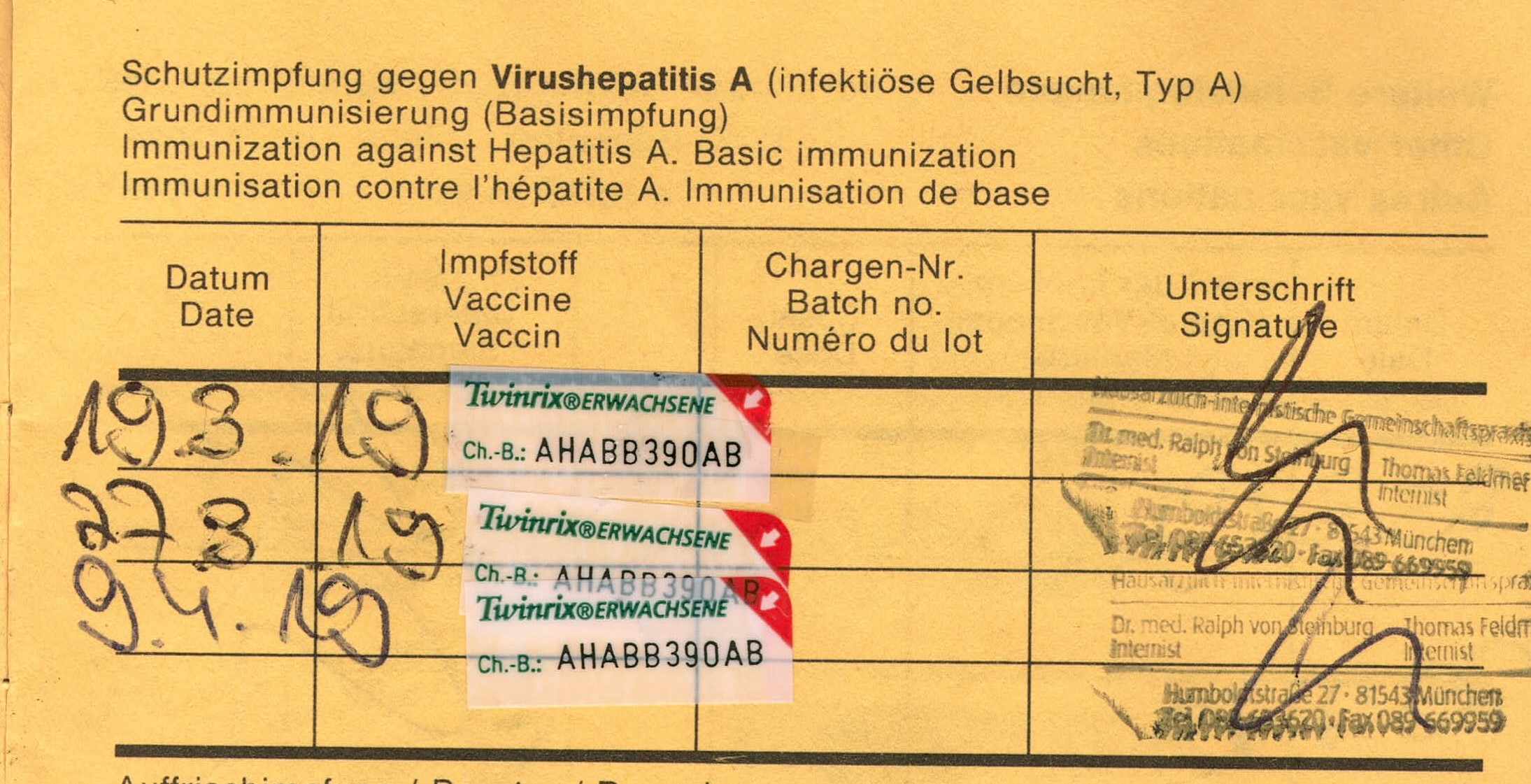
Dreimalige Gabe einer Impfstoffkombination zur Vorbeugung gegen Hepatitis-A und Hepatitis-B (Twinrix®)

Eine Impfung ist möglich und wird Personen empfohlen „mit einem Sexualverhalten mit erhöhtem Expositionsrisiko; z. B. für Männer, die Sex mit Männern haben (MSM)“, „Personen mit häufiger Übertragung von Blutbestandteilen, z. B. Hämophile, oder mit Krankheiten der Leber/mit Leberbeteiligung“ sowie „Bewohner[n] von psychiatrischen Einrichtungen oder vergleichbaren Fürsorgeeinrichtungen für Menschen mit Verhaltensstörung oder Zerebralschädigung“, außerdem „Reisende[n] in Regionen mit hoher Hepatitis-A-Prävalenz“, ebenso „Personen mit erhöhtem beruflichen Expositionsrisiko, einschließlich Auszubildende[n], Praktikanten, Studierende[n] und ehrenamtlich Tätige[n] mit vergleichbarem Expositionsrisiko in folgenden Bereichen:
- Gesundheitsdienst (inkl. Sanitäts- und Rettungsdienst, Küche, Labor, technischer und Reinigungsdienst, psychiatrische und Fürsorgeeinrichtungen),
- Personen mit Abwasserkontakt, z. B. Kanalisations- und Klärwerksarbeiter,
- Tätigkeit (inkl. Küche und Reinigung) in Kindertagesstätten, Kinderheimen, Behindertenwerkstätten, Asylbewerberheimen u. ä.“[31]

Es ist eine passive und aktive Immunisierung möglich. Reine Hepatitis-A-Impfstoffe werden zweimal intramuskulär injiziert. Die Schutzwirkung der Impfung hält bei 95-100 % der Geimpften rund 10 bis 20 Jahre. Bei über 90 % der Geimpften geht man aufgrund von mathematischen Modellierungen von 30-40 Jahren Schutzdauer aus.
Außerdem gibt es Kombinationsimpfstoffe, die zusätzlich gegen Hepatitis B schützen. Diese erfordern insgesamt drei Impfungen mit Nachimpfungen im Abstand von vier Wochen und sechs Monaten nach der ersten Impfung. Teilweise werden auch längere Abstände angewandt. Zur schnelleren Immunbildung kann ein schnelleres Impfschema verwendet werden. Hierbei werden Nachimpfungen nach sieben Tagen, 21 Tagen und eine vierte Impfung nach zwölf Monaten empfohlen.
Kontaktpersonen von Infizierten, welche keine Immunität gegen Hepatitis A aufweisen, sollte binnen 14 Tagen nach dem Kontakt eine Impfung mit einem monovalenten Hepatitis-A-Impfstoff angeboten werden. Besonders gefährdeten Personen sollte darüber hinaus auch eine Gabe von Antikörpern im Sinne einer passiven Immunisierung verabreicht werden.
Weitere Vorsorgemaßnahmen in Risikogebieten gegen eine Infektion sind:
- auf Meeresfrüchte, vor allem Muscheln, rohes Fleisch und Fisch möglichst verzichten,
- nur abgekochtes Leitungswasser trinken,
- keine Eiswürfel in Getränken (da diese oft aus nicht abgekochtem Leitungswasser hergestellt werden).

## Meldepflicht
Jede akute Virushepatitis (also auch Hepatitis A) ist nach dem Recht Deutschlands gemäß § 6 Infektionsschutzgesetz (IfSG) namentlich meldepflichtig. Zudem ist auch der Nachweis des Hepatitis-A-Virus nach § 7 IfSG namentlich meldepflichtig, soweit er auf eine akute Infektion hindeutet. Die erste Meldepflicht betrifft vor allem die feststellenden Ärzte, die zweite vor allem die Leitungen von Laboren (§ 8 IfSG).
In Österreich sind nach § 1 Absatz 1 Nummer 1 Epidemiegesetz 1950 Verdachts-, Erkrankungs- und Todesfälle an infektiöser Hepatitis (Hepatitis A, B, C, D, E) [also auch Hepatitis A] anzeigepflichtig. Zur Anzeige verpflichtet sind unter anderem Ärzte und Labore (§ 3 Epidemiegesetz 1950).
Auch in der Schweiz unterliegt Hepatitis A der Meldepflicht für Ärzte, Spitäler usw., und zwar nach dem Epidemiengesetz (EpG) in Verbindung mit der Epidemienverordnung und der Nummer 19 vom Anhang 1 der Verordnung des EDI über die Meldung von Beobachtungen übertragbarer Krankheiten des Menschen. Zudem ist auch der positive und negative laboranalytische Befund zum Hepatitis-A-Virus meldepflichtig für Laboratorien, und zwar nach den genannten Normen und Anhang 3 der Verordnung des EDI.

## Forschungsgeschichte
Beschreibungen einer gehäuft auftretenden Gelbsucht sind bis ins antike China nachweisbar. Berichte, welche eine durch kontaminierte Objekte, engen Personenkontakt und möglicherweise Wasser übertragene Hepatitis beschreiben, sind von Ärzten zu Beginn des 19. Jahrhunderts bekannt. Die Art der Übertragung blieb umstritten. Während des Zweiten Weltkriegs publizierte eine deutsche Forschergruppe die Übertragung einer Hepatitis durch Übertragung von Duodenalsaft. Die Ergebnisse wurden noch während des Krieges im Vereinigten Königreich und den USA durch eigene Experimente bestätigt. Der Begriff der Hepatitis A in Abgrenzung zur Hepatitis B wurde in den 1950ern von einer Expertenkommission geprägt. 1973 gelang einer Forschergruppe unter Stephen Feinstone der elektronenmikroskopische Nachweis des Virus aus Patientenstuhl. Im selben Jahr gelang der erste Nachweis von Antikörpern gegen Hepatitis A. Im Folgejahr wurde ein Antikörpersuchtest marktreif, der eine serologische Diagnostik durch Blutentnahme erlaubte.